# Joop Stoffelen
Johannes Hendrikus „Joop” Stoffelen (ur. 23 stycznia 1921 w Amsterdamie, zm. 26 czerwca 2005 w Lelystad) – piłkarz holenderski grający na pozycji pomocnika. W swojej karierze rozegrał 12 meczów w reprezentacji Holandii.

## Kariera klubowa
Swoją karierę piłkarską Stoffelen rozpoczął w klubie AFC Ajax. Zadebiutował w nim w 1940 roku. W sezonie 1942/1943 zdobył z Ajaksem Puchar Holandii, a w sezonie 1946/1947 wywalczył z nim mistrzostwo Holandii. W Ajaksie grał do końca sezonu 1949/1950.
Latem 1950 roku Stoffelen przeszedł do Racingu Paryż. W 1951 roku odszedł z Racingu do Toulouse FC. W 1952 roku zakończył w nim swoją karierę.

## Kariera reprezentacyjna
W reprezentacji Holandii Stoffelen zadebiutował 21 września 1947 roku w wygranym 6:2 towarzyskim meczu ze Szwajcarią, rozegranym w Amsterdamie. W 1948 roku był w kadrze Holandii na igrzyska olimpijskie w Londynie. Od 1947 do 1950 roku rozegrał w kadrze narodowej 12 meczów.